# Джеймс Норріс (футболіст, 2003)
Джеймс Баррі Норріс (англ. James Barry Norris, нар. 4 квітня 2003, Ліверпуль, Англія) — англійський футболіст, фланговий захисник «Ліверпуля».
На правах оренди грає в ірландському «Шелбурні».

## Ігрова кар'єра

### Клубна
Джеймс Норріс починав грати у футбол в клубі «Транмір Роверз». Після чого він приєднався до молодіжної команди «Ліверпуля». Першу гру в команді Норріс провів 17 грудня 2019 року у матчі Кубка ліги проти «Астон Вілли».
Сезон 2023/24 Норріс почав у своєму колишньому клубі «Транмір Роверз», куди він відправився в річну оренду.
В лютому 2025 року футболіст також був відданий в оренду - в ірландський «Шелбурн», до кінця 2025 року.

### Збірна
З 2018 року Джеймс Норріс виступав за юнацькі збірні Англії різних вікових категорій.

## Досягнення
Академія Ліверпуля
- Кубок Ланкашира: 2021—2022[7]